# Berndt von Kleist
Berndt, auch Bernd, Leopold Konrad von Kleist (* 30. April 1896 in Potsdam; † 16. Dezember 1976 in Bünde) war ein deutscher Offizier der Wehrmacht (Oberst) und Widerstandskämpfer des 20. Juli 1944.

## Leben

### Herkunft
Berndt von Kleist entstammt väterlicherseits einer alten preußischen Adelsfamilie. Er war der zweite Sohn des späteren preußischen Generalleutnants Friedrich von Kleist (1858–1917) und Elisabeth „Ella“ geb. von Puttkamer (* 1872).

### Werdegang
Berndt von Kleist trat mit 12 Jahren in das Kadettenkorps ein. Im November 1914 wurde er als Leutnant bei Ypern schwer verwundet und aufgrund der Verletzung musste Ferdinand Sauerbruch sein linkes Bein amputieren. 1918 wurde er aus dem Heer verabschiedet und begann eine Lehre in der Landwirtschaft. Anschließend war er als Gutsverwalter aktiv.
1934 wurde er für die Reichswehr reaktiviert.
Nachdem die Versuche bei Fedor von Bock und später bei Generalfeldmarschall Günther von Kluge gescheitert waren, Hitler umzustimmen, installierte Henning von Tresckow; er hatte während des Ersten Weltkriegs gemeinsam mit von Kleist im 1. Garde-Regiment zu Fuß gedient; als Erster Generalstabsoffizier im Stab der Heeresgruppe Mitte gezielt Vertraute wie Rudolf-Christoph von Gersdorff, Carl-Hans Graf von Hardenberg, Fabian von Schlabrendorff und auch Oberstleutnant i. G. Berndt von Kleist. Von Kleist wurde hier erst 4. Ordonnanzoffizier und später Zweiter Generalstabsoffizier (Ib). In diesen Funktionen wurde er ein enger Vertrauter von von Tresckow, hielt die Verbindung zu Carl Friedrich Goerdeler und den anderen Verschwörern in Berlin aufrecht. Was mit ihm nach dem Attentat auf Hitler passierte, lässt sich nicht feststellen. Letztendlich gehörte er bis Kriegsende, ab 1943 Oberst, dem Stab der Heeresgruppe Mitte an.
Nach dem Ende des Zweiten Weltkriegs war er für 13 Jahre Direktor der Weingüter, Forsten und Landwirtschaftsbetriebe der Familie von Schorlemer. Unter seiner Führung wurde 1955 der Familienverband von Kleist wieder aktiviert und er blieb in dieser Position bis 1973. Sein Nachfolger als Vorstand der Familie wurde Heinrich von Kleist-Retzow (1929–2014).
Berndt von Kleist war Rechtsritter des Johanniterordens.

### Familie
Am 1. November 1921 heiratete er in Versin Anne Luise von Puttkamer (1900–1976), Tochter von Andreas von Puttkamer (* 1869) und Elsbeth, geb. von Zitzewitz (* 1874). Der einzige Sohn fiel 1944.